# بعد المطر (فلم)
بعد المطر. هو فيلم ياباني وفرنسي عام 1999. تستند القصة على السيناريو الأخير الذي كتبه أكيرا كوروساوا، والموجهة من قبل مدير مساعد سابق له من 28 عاما، تاكاشي كويزومي. وقد مُنح جائزة الأكاديمية اليابانية في عام 1999.

## وصلات خارجية
- مقالات تستعمل روابط فنية بلا صلة مع ويكي بيانات

- http://www.imdb.com/title/tt0181960/
- http://www.allmovie.com/movie/v181352
- http://www.jmdb.ne.jp/2000/dx000180.htm
- www.citwf.com/film12776.htm
- http://movie.walkerplus.com/mv31570/.http://movie.walkerplus.com/
- http://www.kyotohotelsjapan.net/en/varietyjapan.html. http://www.allcinema.net/prog/show_c.php?num_c=160094
- http://www.kyotohotelsjapan.net/en/varietyjapan.html